# Šentpeter, Grabštanj
Šentpeter (nemško St. Peter) je naselje v Občini Grabštanj v Okraju Celovec-dežela na Koroškem v Avstriji.